# Isabelle de Warenne
 (juin 2017).
Isabelle de Warenne (vers 1253 - avant 1292) fut baronne de Bywell par son mariage avec Jean Balliol ; elle est probablement morte avant son accession au trône.
Par sa mère Alice de Lusignan, Isabelle est la nièce du roi d'Angleterre Henri III.
Isabelle de Warenne se marie le 9 février 1281 avec Jean Balliol, fils de Jean de Bailleul et Derborgail de Galloway. Ils ont au moins un fils :
- Édouard (vers 1283 – vers 1367), prétendant au trône écossais contre David II.

D'autres enfants sont peut-être issus de ce mariage :
- Henri (mort le 15 décembre 1332), tué à la bataille d'Annan

Elle meurt avant 1292, date à laquelle son cousin Édouard Ier d'Angleterre choisit son époux comme roi d'Écosse après la mort de Marguerite Ire. N'étant pas mentionnée dans les chroniques de l'époque, elle est probablement déjà morte.